# Barbie és a három muskétás
A Barbie és a Három Muskétás (eredeti cím: Barbie and the Three Musketeers) egész estés amerikai 3D-s számítógépes animációs film, amelyet William Lau rendezett.
Amerikában 2009. szeptember 15-én, Magyarországon pedig november 5-én adták ki DVD-n.

## Szereplők
| Szereplő         | Eredeti hang   | Magyar hang        | Leírás |
| ---------------- | -------------- | ------------------ | ------ |
| Barbie (Corinne) | Kelly Sheridan | Csondor Kata       |        |
| Philippe         | Tim Curry      | Barbinek Péter     |        |
| Viveca           | Kira Tozer     | Bogdányi Titanilla |        |
| Aramina          | Willow Johnson | Roatis Andrea      |        |
| Renée            | Dorla Bell     | Mahó Andrea        |        |
| Louis            | Mark Hildreth  | Markovits Tamás    |        |
| Madame de Bossé  | Merrilyn Gann  | Tóth Judit         |        |
| Serge            | Brad Swaile    | Molnár Levente     |        |